# Kaylin Whitney
Kaylin Whitney (ur. 9 marca 1998) – amerykańska lekkoatletka, sprinterka. Brązowa medalistka igrzysk olimpijskich.
5 lipca 2014 w Eugene, podczas juniorskich mistrzostw Stanów Zjednoczonych, Whitney przebiegła 100 metrów w czasie 11,10 s – jest to nieoficjalny rekord świata kadetek. Następnego dnia, startując na dwa razy dłuższym dystansie, poprawiła czasem 22,49 s kolejny najlepszy w historii rezultat juniorek młodszych. Niespełna trzy tygodnie później brała udział w mistrzostwach świata juniorów, podczas których zdobyła złoty medal w biegu na 200 metrów i w sztafecie 4 × 100 metrów, a na najkrótszym sprinterskim dystansie sięgnęła po brąz. W 2015 sięgnęła po dwa złote medale igrzysk panamerykańskich w Toronto. W 2021 zdobyła brąz igrzysk olimpijskich w sztafecie mieszanej 4 × 400 metrów oraz złoty za bieg w eliminacjach sztafety kobiecej. Rok później zdobyła złoto za bieg w eliminacjach sztafety podczas mistrzostw świata w Eugene.

## Osiągnięcia
| Rok  | Impreza                     | Miejsce | Konkurencja             | Lokata     | Wynik           |
| ---- | --------------------------- | ------- | ----------------------- | ---------- | --------------- |
| 2014 | Mistrzostwa świata juniorów | Eugene  | bieg na 100 metrów      | 3. miejsce | 11,45           |
| 2014 | Mistrzostwa świata juniorów | Eugene  | bieg na 200 metrów      | 1. miejsce | 22,82           |
| 2014 | Mistrzostwa świata juniorów | Eugene  | sztafeta 4 × 100 metrów | 1. miejsce | 43,46           |
| 2015 | Igrzyska panamerykańskie    | Toronto | bieg na 200 metrów      | 1. miejsce | 22,65           |
| 2015 | Igrzyska panamerykańskie    | Toronto | sztafeta 4 × 100 metrów | 1. miejsce | 42,58           |
| 2021 | Igrzyska olimpijskie        | Tokio   | sztafeta 4 × 400 metrów | 1. miejsce | 3:16,85 (elim.) |
| 2021 | Igrzyska olimpijskie        | Tokio   | sztafeta mieszana       | 3. miejsce | 3:10,22         |
| 2022 | Mistrzostwa świata          | Eugene  | sztafeta 4 × 400 metrów | 1. miejsce | 3:17,79 (elim.) |

## Rekordy życiowe
- Bieg na 100 metrów – 11,10 (2014) były nieoficjalny rekord świata kadetek
- Bieg na 200 metrów – 22,47 (2015) były nieoficjalny rekord świata kadetek
- Bieg na 100 metrów – 50,29 (2021)